# Солёное (озеро, Селенгинский район)
Солёное о́зеро (ранее — Селенгинское, в обиходе — Сульфат, Сульфатное) — горько-солёное озеро в Селенгинском районе Бурятии. Одно из Убукунских озёр. Постановлением Совета Министров Бурятской АССР № 176 от 26 июля 1988 года водоём утверждён как памятник природы.
Площадь водосбора — 22,4 км². Сульфатное озеро континентального типа с жёсткостью воды 23 мг-экв/л.

## География
Озеро расположено в Среднеубукунской долине к западу от посёлка станции Сульфат, в 2 км западнее улуса Тохой, и в 8 км к северо-востоку от города Гусиноозёрска. В 4 км к юго-востоку от озера проходит Кяхтинский тракт, с севера озеро огибает железнодорожная линия Улан-Удэ — Наушки.
Озеро лежит в бессточной котловине к югу от пресных Убукунских озёр. Водоём вытянут с северо-запада на юго-восток в форме треугольника. Длина — 2,6 км, наибольшая ширина (в юго-восточной части) — 1,3 км. Глубина — до 2 метров. В прошлом площадь зеркала озера колебалась от 0,76 до 2 км². Ныне в полукилометре к югу от водоёма существует небольшое озерко — отрывок Солёного озера с тем же составом воды.

## Хозяйственное использование
На озере осуществляется любительский лов рыбы. В прошлом здесь было производство поваренной соли, велась добыча сульфатов и др. См. Селенгинский солеваренный завод.